# 생태자본주의
생태자본주의(영어: Eco-capitalism, 한자: 生態資本主義)는 생태사회주의의 반대개념이며, 자본주의 사회에 있어서 과도한 성장, 개발주의 지향은 지속적인 이익 창출이 불가능하며, 최소한의 생태계가 보존되어야 지속적인 이익 창출이 가능할 것이라 주장하는 사상이다. 생태자본주의는 친환경 자재를 이용한 건축 사업도 생태자본주의의 일환이라고 할 수 있다. 그 외 친환경적인 산업, 경제 발전을 중시하고 자진 환경세 인상을 주장하기도 한다. 다른 말로는 '청록 정치자(Blue greens)'라고도 한다.
그러나 여타 수많은 생태주의자는 이 생태자본주의가 생태주의의 분파사상이라고 할 수 없다고 주장한다. 그 이유는 성장 중시와 생태 중시를 동시에 혼용시킬 수 없다는 생태 이론의 법칙 때문이다. 이 때문에 생태자본주의는 생태주의로써 크게 인정받지 못하는 부분이 있다.

## 같이 보기
- 생태경제학
- 환경세
- 녹색 정치
- 생태주의
- 자본주의

## 관련 서적
- 《Capitalism: As if the World Matters》(2005년, 조너선 포릿 저)
- 《Confessions of an Eco-Redneck: Or how I Learned to Gut-Shoot Trout and Save the Wilderness at the Same Time》(2002년, 스티번 채플 저)
- 《Le Renouveau ecologique. De l'eco-utopie a l'eco-capitalisme" [The Ecological Renewal. From Eco-Utopia to Eco-Capitalism》(1991년, 코믈렛 저)
- 《Factor Four. Doubling Wealth - Halving Resource Use(1997년, 아모리 로빈스 저)
- 《Eco-Socialism Or Eco-Capitalism? A Critical Analysis of Humanity's Fundamental Choices》(1999년, 사랄 사카르 저)
- 《Le développement durable va-t-il tuer le capitalisme?》(2010년, 패트릭 뒤미에르 저)